# Гальмаков Сергій Григорович
Сергій Григорович Гальмаков (нар. 16 березня 1971) — український та російський футболіст, захисник.

## Життєпис
Вихованець павлоградського «Гірника», за який виступав у 1990-1991 роках. З 1991 по 1993 рік грав за клуби з нижчих дивізіонів України. У 1993 році перейшов до дніпропетровського «Дніпра», але зігравши один матч у кубку, пішов з клубу. Після відходу з «Дніпра» грав у павлоградському «Шахтарі» і новомосковському «Металурзі». У 1996 році перейшов у сочинську «Жемчужину», яка грала на той момент у вищій лізі. 11 березня в матчі проти московського «Динамо» дебютував у чемпіонаті Росії. 9 липня 1997 року в матчі проти московського «Торпедо» забив перший м'яч у вищій лізі. Усього за «Жемчужину» в чемпіонаті Росії провів 58 матчів і забив 4 м'ячі. У 1999 році перейшов у нижегородський «Локомотив», але не зігравши жодного матчу, повернувся в «Жемчужину», де й закінчив кар'єру гравця.